# Khansama
Khansama (en bengali : খানসামা) est une upazila du Bangladesh dans le district de Dinajpur. En 1991, on y dénombrait 123 782 habitants.